# Podblica
Podblica – wieś w Słowenii, w gminie miejskiej Kranj. W 2018 roku liczyła 22 mieszkańców. 